# Giambattista Lolli
Giambattista Lolli (ur. 1698, zm. 4 czerwca 1769) – włoski szachista i teoretyk szachowy, jeden z czołowych przedstawicieli modeńskiej szkoły szachowej, przyjaciel Ercole Del Rio i Domenico Lorenzo Ponzianiego.
W roku 1763 wydał – po części wspólnie z Del Rio – Spostrzeżenia nad teorią i praktyką gry w szachy. W książce tej, rozwijając poglądy Del Rio, poddał krytyce niektóre tezy Philidora, ponadto, w rozdziale poświęconym końcówkom, zamieścił – rywalizując ze Stammą – duży zbiór zadań szachowych. Wielokrotnie wznawiane dzieło Lolliego, rozwinięte potem przez Ponzianiego, odegrało istotną rolę w rozwoju gry w szachy.
Poniżej przykładowe zadanie szachowe autorstwa Lolliego:
|   | a | b | c | d | e | f | g | h |   |
| 8 | c6 – Czarny król · d6 – Biały pionek · g6 – Biały król · e5 – Czarna wieża · d3 – Czarny pionek · e1 – Biała wieża | c6 – Czarny król · d6 – Biały pionek · g6 – Biały król · e5 – Czarna wieża · d3 – Czarny pionek · e1 – Biała wieża | c6 – Czarny król · d6 – Biały pionek · g6 – Biały król · e5 – Czarna wieża · d3 – Czarny pionek · e1 – Biała wieża | c6 – Czarny król · d6 – Biały pionek · g6 – Biały król · e5 – Czarna wieża · d3 – Czarny pionek · e1 – Biała wieża | c6 – Czarny król · d6 – Biały pionek · g6 – Biały król · e5 – Czarna wieża · d3 – Czarny pionek · e1 – Biała wieża | c6 – Czarny król · d6 – Biały pionek · g6 – Biały król · e5 – Czarna wieża · d3 – Czarny pionek · e1 – Biała wieża | c6 – Czarny król · d6 – Biały pionek · g6 – Biały król · e5 – Czarna wieża · d3 – Czarny pionek · e1 – Biała wieża | c6 – Czarny król · d6 – Biały pionek · g6 – Biały król · e5 – Czarna wieża · d3 – Czarny pionek · e1 – Biała wieża | 8 |
| 7 | c6 – Czarny król · d6 – Biały pionek · g6 – Biały król · e5 – Czarna wieża · d3 – Czarny pionek · e1 – Biała wieża | c6 – Czarny król · d6 – Biały pionek · g6 – Biały król · e5 – Czarna wieża · d3 – Czarny pionek · e1 – Biała wieża | c6 – Czarny król · d6 – Biały pionek · g6 – Biały król · e5 – Czarna wieża · d3 – Czarny pionek · e1 – Biała wieża | c6 – Czarny król · d6 – Biały pionek · g6 – Biały król · e5 – Czarna wieża · d3 – Czarny pionek · e1 – Biała wieża | c6 – Czarny król · d6 – Biały pionek · g6 – Biały król · e5 – Czarna wieża · d3 – Czarny pionek · e1 – Biała wieża | c6 – Czarny król · d6 – Biały pionek · g6 – Biały król · e5 – Czarna wieża · d3 – Czarny pionek · e1 – Biała wieża | c6 – Czarny król · d6 – Biały pionek · g6 – Biały król · e5 – Czarna wieża · d3 – Czarny pionek · e1 – Biała wieża | c6 – Czarny król · d6 – Biały pionek · g6 – Biały król · e5 – Czarna wieża · d3 – Czarny pionek · e1 – Biała wieża | 7 |
| 6 | c6 – Czarny król · d6 – Biały pionek · g6 – Biały król · e5 – Czarna wieża · d3 – Czarny pionek · e1 – Biała wieża | c6 – Czarny król · d6 – Biały pionek · g6 – Biały król · e5 – Czarna wieża · d3 – Czarny pionek · e1 – Biała wieża | c6 – Czarny król · d6 – Biały pionek · g6 – Biały król · e5 – Czarna wieża · d3 – Czarny pionek · e1 – Biała wieża | c6 – Czarny król · d6 – Biały pionek · g6 – Biały król · e5 – Czarna wieża · d3 – Czarny pionek · e1 – Biała wieża | c6 – Czarny król · d6 – Biały pionek · g6 – Biały król · e5 – Czarna wieża · d3 – Czarny pionek · e1 – Biała wieża | c6 – Czarny król · d6 – Biały pionek · g6 – Biały król · e5 – Czarna wieża · d3 – Czarny pionek · e1 – Biała wieża | c6 – Czarny król · d6 – Biały pionek · g6 – Biały król · e5 – Czarna wieża · d3 – Czarny pionek · e1 – Biała wieża | c6 – Czarny król · d6 – Biały pionek · g6 – Biały król · e5 – Czarna wieża · d3 – Czarny pionek · e1 – Biała wieża | 6 |
| 5 | c6 – Czarny król · d6 – Biały pionek · g6 – Biały król · e5 – Czarna wieża · d3 – Czarny pionek · e1 – Biała wieża | c6 – Czarny król · d6 – Biały pionek · g6 – Biały król · e5 – Czarna wieża · d3 – Czarny pionek · e1 – Biała wieża | c6 – Czarny król · d6 – Biały pionek · g6 – Biały król · e5 – Czarna wieża · d3 – Czarny pionek · e1 – Biała wieża | c6 – Czarny król · d6 – Biały pionek · g6 – Biały król · e5 – Czarna wieża · d3 – Czarny pionek · e1 – Biała wieża | c6 – Czarny król · d6 – Biały pionek · g6 – Biały król · e5 – Czarna wieża · d3 – Czarny pionek · e1 – Biała wieża | c6 – Czarny król · d6 – Biały pionek · g6 – Biały król · e5 – Czarna wieża · d3 – Czarny pionek · e1 – Biała wieża | c6 – Czarny król · d6 – Biały pionek · g6 – Biały król · e5 – Czarna wieża · d3 – Czarny pionek · e1 – Biała wieża | c6 – Czarny król · d6 – Biały pionek · g6 – Biały król · e5 – Czarna wieża · d3 – Czarny pionek · e1 – Biała wieża | 5 |
| 4 | c6 – Czarny król · d6 – Biały pionek · g6 – Biały król · e5 – Czarna wieża · d3 – Czarny pionek · e1 – Biała wieża | c6 – Czarny król · d6 – Biały pionek · g6 – Biały król · e5 – Czarna wieża · d3 – Czarny pionek · e1 – Biała wieża | c6 – Czarny król · d6 – Biały pionek · g6 – Biały król · e5 – Czarna wieża · d3 – Czarny pionek · e1 – Biała wieża | c6 – Czarny król · d6 – Biały pionek · g6 – Biały król · e5 – Czarna wieża · d3 – Czarny pionek · e1 – Biała wieża | c6 – Czarny król · d6 – Biały pionek · g6 – Biały król · e5 – Czarna wieża · d3 – Czarny pionek · e1 – Biała wieża | c6 – Czarny król · d6 – Biały pionek · g6 – Biały król · e5 – Czarna wieża · d3 – Czarny pionek · e1 – Biała wieża | c6 – Czarny król · d6 – Biały pionek · g6 – Biały król · e5 – Czarna wieża · d3 – Czarny pionek · e1 – Biała wieża | c6 – Czarny król · d6 – Biały pionek · g6 – Biały król · e5 – Czarna wieża · d3 – Czarny pionek · e1 – Biała wieża | 4 |
| 3 | c6 – Czarny król · d6 – Biały pionek · g6 – Biały król · e5 – Czarna wieża · d3 – Czarny pionek · e1 – Biała wieża | c6 – Czarny król · d6 – Biały pionek · g6 – Biały król · e5 – Czarna wieża · d3 – Czarny pionek · e1 – Biała wieża | c6 – Czarny król · d6 – Biały pionek · g6 – Biały król · e5 – Czarna wieża · d3 – Czarny pionek · e1 – Biała wieża | c6 – Czarny król · d6 – Biały pionek · g6 – Biały król · e5 – Czarna wieża · d3 – Czarny pionek · e1 – Biała wieża | c6 – Czarny król · d6 – Biały pionek · g6 – Biały król · e5 – Czarna wieża · d3 – Czarny pionek · e1 – Biała wieża | c6 – Czarny król · d6 – Biały pionek · g6 – Biały król · e5 – Czarna wieża · d3 – Czarny pionek · e1 – Biała wieża | c6 – Czarny król · d6 – Biały pionek · g6 – Biały król · e5 – Czarna wieża · d3 – Czarny pionek · e1 – Biała wieża | c6 – Czarny król · d6 – Biały pionek · g6 – Biały król · e5 – Czarna wieża · d3 – Czarny pionek · e1 – Biała wieża | 3 |
| 2 | c6 – Czarny król · d6 – Biały pionek · g6 – Biały król · e5 – Czarna wieża · d3 – Czarny pionek · e1 – Biała wieża | c6 – Czarny król · d6 – Biały pionek · g6 – Biały król · e5 – Czarna wieża · d3 – Czarny pionek · e1 – Biała wieża | c6 – Czarny król · d6 – Biały pionek · g6 – Biały król · e5 – Czarna wieża · d3 – Czarny pionek · e1 – Biała wieża | c6 – Czarny król · d6 – Biały pionek · g6 – Biały król · e5 – Czarna wieża · d3 – Czarny pionek · e1 – Biała wieża | c6 – Czarny król · d6 – Biały pionek · g6 – Biały król · e5 – Czarna wieża · d3 – Czarny pionek · e1 – Biała wieża | c6 – Czarny król · d6 – Biały pionek · g6 – Biały król · e5 – Czarna wieża · d3 – Czarny pionek · e1 – Biała wieża | c6 – Czarny król · d6 – Biały pionek · g6 – Biały król · e5 – Czarna wieża · d3 – Czarny pionek · e1 – Biała wieża | c6 – Czarny król · d6 – Biały pionek · g6 – Biały król · e5 – Czarna wieża · d3 – Czarny pionek · e1 – Biała wieża | 2 |
| 1 | c6 – Czarny król · d6 – Biały pionek · g6 – Biały król · e5 – Czarna wieża · d3 – Czarny pionek · e1 – Biała wieża | c6 – Czarny król · d6 – Biały pionek · g6 – Biały król · e5 – Czarna wieża · d3 – Czarny pionek · e1 – Biała wieża | c6 – Czarny król · d6 – Biały pionek · g6 – Biały król · e5 – Czarna wieża · d3 – Czarny pionek · e1 – Biała wieża | c6 – Czarny król · d6 – Biały pionek · g6 – Biały król · e5 – Czarna wieża · d3 – Czarny pionek · e1 – Biała wieża | c6 – Czarny król · d6 – Biały pionek · g6 – Biały król · e5 – Czarna wieża · d3 – Czarny pionek · e1 – Biała wieża | c6 – Czarny król · d6 – Biały pionek · g6 – Biały król · e5 – Czarna wieża · d3 – Czarny pionek · e1 – Biała wieża | c6 – Czarny król · d6 – Biały pionek · g6 – Biały król · e5 – Czarna wieża · d3 – Czarny pionek · e1 – Biała wieża | c6 – Czarny król · d6 – Biały pionek · g6 – Biały król · e5 – Czarna wieża · d3 – Czarny pionek · e1 – Biała wieża | 1 |
|   | a | b | c | d | e | f | g | h |   |

Rozwiązanie:
1. W:e5! d2 (jeśli 1. d7? Wd5!)
2. Wd5! K:d5
3. d7 d1H
4. d8H+ K (dowolnie)
5. H:d1